# Championnat du Honduras de football 1977
Navigation
Saison précédente Saison suivante
La LINAFUT 1977 est la douzième édition de la première division hondurienne.
Lors de ce tournoi, le Real España a tenté de conserver son titre de champion du Honduras face aux neuf meilleurs clubs honduriens.
Chacun des dix clubs participant était confronté trois fois aux neuf autres équipes. Puis les cinq meilleures se sont affrontées lors d'une phase finale à la fin de la saison.
Les équipes honduranes ne participent à aucune compétition internationale lors de la saison 1978.

## Les 10 clubs participants
| \| Tegucigalpa: CD Federal CD Motagua CD Olimpia Pumas UNAH Deportivo Broncos Tegucigalpa CD Marathon Real España Tegucigalpa CD Platense CD Marathon Real España Tegucigalpa CD Victoria CD Vida CD Victoria CD Vida \| Localisation des clubs engagés dans le championnat. |
| Tegucigalpa: CD Federal CD Motagua CD Olimpia Pumas UNAH Deportivo Broncos Tegucigalpa CD Marathon Real España Tegucigalpa CD Platense CD Marathon Real España Tegucigalpa CD Victoria CD Vida CD Victoria CD Vida                                                           |

| Club              | Stade                        | Capacité | Ville          |
| Deportivo Broncos | Stade Fausto Flores Lagos    | 5 000    | Choluteca      |
| CD Federal (en)   | Stade Tiburcio Carias Andino | 35 000   | Tegucigalpa    |
| CD Marathon       | Stade Yankel Rosenthal       | 15 000   | San Pedro Sula |
| CD Motagua        | Stade Tiburcio Carias Andino | 35 000   | Tegucigalpa    |
| CD Olimpia        | Stade Tiburcio Carias Andino | 35 000   | Tegucigalpa    |
| CD Platense       | Stade Excelsior              | 10 000   | Puerto Cortés  |
| Real España       | Stade Francisco Morazán      | 20 000   | San Pedro Sula |
| Pumas UNAH        | Stade Tiburcio Carias Andino | 35 000   | Tegucigalpa    |
| CD Victoria       | Stade Nilmo Edwards          | 25 000   | La Ceiba       |
| CD Vida           | Stade Nilmo Edwards          | 25 000   | La Ceiba       |

## Compétition
La compétition se déroule en deux phases.
Dans un premier temps, l'ensemble des équipes s'affrontent à trois reprises dans une phase régulière qui compte 27 journées.
Dans un second temps, les cinq premiers participent à la phase pentagonale où chaque club affronte deux fois les quatre autres.
Enfin, si le leader de la phase régulière et le vainqueur de la phase pentagonale sont différents, les deux équipes s'affrontent lors d'une finale pour désigner le champion de la saison.

### Phase régulière
Lors de la phase régulière les dix équipes affrontent à trois reprises les neuf autres équipes selon un calendrier tiré aléatoirement.
Le classement est établi sur l'ancien barème de points (victoire à 2 points, match nul à 1, défaite à 0).
Le départage final se fait selon les critères suivants :
- Le nombre de points.
- Un match de barrage en cas de qualification en jeu.

| Rang | Équipe            | Pts | J  | G  | N  | P  | Bp | Bc | Diff |
| ---- | ----------------- | --- | -- | -- | -- | -- | -- | -- | ---- |
| 1    | CD Olimpia        | 34  | 27 | 11 | 12 | 4  | 30 | 20 | +10  |
| 2    | CD Vida           | 32  | 27 | 10 | 12 | 5  | 27 | 20 | +7   |
| 3    | Real España (T)   | 31  | 27 | 9  | 13 | 5  | 27 | 18 | +9   |
| 4    | CD Motagua        | 30  | 27 | 11 | 8  | 8  | 27 | 21 | +6   |
| 5    | Pumas UNAH        | 28  | 27 | 10 | 8  | 9  | 25 | 23 | +2   |
| 6    | Deportivo Broncos | 28  | 27 | 8  | 12 | 7  | 26 | 24 | +2   |
| 7    | CD Marathon       | 24  | 27 | 7  | 10 | 10 | 22 | 29 | -7   |
| 8    | CD Victoria (P)   | 22  | 27 | 5  | 12 | 10 | 17 | 25 | -8   |
| 9    | CD Platense       | 21  | 27 | 6  | 9  | 12 | 27 | 36 | -9   |
| 10   | CD Federal (en)   | 20  | 27 | 4  | 12 | 11 | 20 | 32 | -12  |

| Légende : Qualifications et relégations | Légende : Qualifications et relégations             |
| --------------------------------------- | --------------------------------------------------- |
|                                         | Qualifié pour la phase pentagonale                  |
|                                         | Relégué en Liga Nacional de Ascenso                 |
|                                         | (T) : Tenant du titre (P) : Promu de la saison 1976 |

### La Phase Pentagonale
Le classement est établi sur l'ancien barème de points (victoire à 2 points, match nul à 1, défaite à 0).
Le départage final se fait selon les critères suivants :
- Le nombre de points.
- Un match de barrage en cas de qualification en jeu.

| Rang | Équipe          | Pts | J | G | N | P | Bp | Bc | Diff |
| ---- | --------------- | --- | - | - | - | - | -- | -- | ---- |
| 1    | Real España (T) | 12  | 8 | 4 | 4 | 0 | 14 | 5  | +9   |
| 2    | CD Motagua      | 10  | 8 | 3 | 4 | 1 | 11 | 9  | +2   |
| 3    | CD Olimpia      | 8   | 8 | 2 | 4 | 2 | 10 | 7  | +3   |
| 4    | CD Vida         | 5   | 8 | 1 | 3 | 4 | 4  | 10 | -6   |
| 5    | Pumas UNAH      | 5   | 8 | 2 | 1 | 5 | 5  | 13 | -8   |

| Abréviations | Abréviations          |
| ------------ | --------------------- |
|              | (T) : Tenant du titre |

### Finale
| Match aller      | Real España | 0:0 | CD Olimpia | Stade Francisco Morazán              |                                      |
| 11 décembre 1977 |             |     |            | Arbitrage : José Manuel Andino Pinel | Arbitrage : José Manuel Andino Pinel |

| Match retour     | CD Olimpia                     | 2:0 | Real España | Stade Tiburcio Carias Andino                          |                                                       |
| 18 décembre 1977 | Walter Chávez · René Enamorado |     |             | Spectateurs : 23 923 Arbitrage : German Orlando Palma | Spectateurs : 23 923 Arbitrage : German Orlando Palma |

## Bilan du tournoi
| Tableau d'Honneur                   |            |
| Compétition                         | Vainqueur  |
| Liga Nacional de Fútbol de Honduras | CD Olimpia |

| Promotions et relégations           |                 |
| Relégué en Liga Nacional de Ascenso | CD Federal (en) |
| Promu de Liga Nacional de Ascenso   | CD Tiburones    |